# Asociación de Funcionarios Internacionales Españoles
La Asociación de Funcionarios Internacionales Españoles (AFIE) es una asociación independiente, de carácter profesional y sin fines lucrativos que agrupa a los funcionarios internacionales españoles de las organizaciones internacionales de todo el mundo.
La Asociación se creó para responder a la necesidad de dar expresión colectiva a los intereses y aspiraciones de una categoría de ciudadanos españoles que, por sus especiales circunstancias profesionales, carecían de una representación corporativa. Pueden ser miembros de la Asociación los funcionarios de nacionalidad española de cualquier organismo internacional que lo soliciten de la Junta Directiva. En la actualidad, la Asociación cuenta con más de 800 miembros y se reciben constantemente nuevas inscripciones.
Su domicilio social se encuentra en Madrid (España), pero también cuenta con sedes en Ginebra, Londres, Múnich, Nueva York, París, Roma y Viena. La sede de Ginebra es la mayor y es donde se encuentran las oficinas principales y la actual Junta Directiva.

## Funciones
La actividad de la Asociación está orientada en un triple sentido: exponer los problemas y reivindicaciones de sus miembros a la Administración pública española (Función Pública, Seguridad Social y otros sectores), constituir un centro de referencia para múltiples manifestaciones en las distintas ciudades de destino y facilitar las relaciones personales y la ayuda mutua de funcionarios que trabajan en organizaciones diferentes.
Por consiguiente, los fines estatuarios de la Asociación son los siguientes:
- Defender y promover ante la Administración Pública española los derechos e intereses colectivos de sus miembros;
- Fomentar y facilitar las relaciones y los contactos entre sus miembros;
- Organizar cualquier actividad de carácter cultural, social, recreativo, etc, que se considere adecuada.

Para la consecución de estos fines, la Asociación debe actuar de modo que en ningún momento se ponga en peligro la independencia de la función pública internacional que garantizan, en particular, los artículos 100 y 101 de la Carta de las Naciones Unidas, las correspondientes disposiciones de los instrumentos constitutivos de los distintos organismos y los respectivos Estatutos y Reglamentos de personal.

## Estructura y Funcionamiento
Los órganos estatutarios de la Asociación son la Asamblea General, la Junta Directiva, la Mesa y la Comisión de Asesoramiento.
La Asamblea General, que es el órgano supremo de la Asociación y está integrada por todos sus miembros, celebra anualmente una reunión ordinaria en el último trimestre del año y puede ser convocada en reunión extraordinaria por iniciativa de la Junta Directiva o a petición escrita de 20 o más miembros.
Corresponde a la Asamblea General, en particular, elegir y revocar a los miembros de la Junta Directiva, determinar las directrices de actuación, aprobar la gestión anual, fijar la cuantía de las cuotas y aprobar las cuentas y presupuestos de la Asociación. Normalmente, los acuerdos de la Asamblea General se toman por mayoría simple y el voto es personal y público.
La Junta Directiva, elegida por la Asamblea General, dirige todas las actividades de la Asociación de acuerdo con las decisiones y directrices de la Asamblea. Está compuesta, como mínimo, por 16 miembros, elegidos por la Asamblea General entre los candidatos de todas las organizaciones internacionales radicadas en Ginebra, y dos miembros más por cada una de las organizaciones no radicadas en Ginebra que tenga un número suficiente de asociados y desee hacerse representar en la Junta. A estos últimos miembros no los elige la Asamblea General, sino los colegas de su misma organización. Todos los miembros de la Junta se eligen por un año y pueden ser reelegidos. Es competencia de la Junta, fundamentalmente, dirigir la Asociación, tomar las iniciativas y hacer las gestiones que a su juicio sean pertinentes para la consecución de los fines de la Asociación, de conformidad con las directrices de la Asamblea General. La Junta designa entre sus miembros los siguientes cargos: un Presidente, un Vicepresidente primero, un Vicepresidente segundo, un Secretario Ejecutivo, un Vicesecretario y un Tesorero. Se reúne, como mínimo, una vez al mes y toma sus acuerdos por mayoría simple de los asistentes. La Junta puede crear cualquier órgano auxiliar que estime conveniente e invitar a participar en él a otros miembros de la Asociación.
La Mesa está integrada por los titulares de los seis cargos elegidos por la Junta Directiva. Sus funciones consisten esencialmente en preparar las reuniones de la Junta, despachar los asuntos corrientes y ayudar al Presidente en la ejecución de los acuerdos de la Junta. Se reúne siempre que es convocada por el presidente y, normalmente, al menos una vez entre cada dos reuniones de la Junta Directiva.
La Comisión de Asesoramiento tiene por misión aconsejar y ayudar a los miembros de la Asociación que individual o colectivamente lo soliciten en las dificultades que encuentren en su vida profesional. A los miembros los designa la Junta Directiva, y el presidente de esta preside también la Comisión. En la actualidad se halla constituida por los expresidentes y ex-vicepresidentes que no forman parte de la Junta.